# Joel Huiqui
Joel Huiqui est un footballeur international mexicain né le 18 février 1983 à Los Mochis. Il joue au poste de défenseur.

## Biographie
Joel Huiqui participe aux Jeux olympiques de 2004 puis à la Gold Cup 2013 avec le Mexique.